# Sherif Langu
Sherif Osman Langu właśc. Hafiz Sherif Langu (ur. w październiku 1877 w Dibrze, zm. 9 marca 1956 w Tiranie) – albański polityk i działacz niepodległościowy, duchowny muzułmański.

## Życiorys
Syn Osmana Langu. Uczył się w medresie w Dibrze, a następnie w gimnazjum w Monastirze. Od 1894 współpracował z ruchem narodowym, angażując się w upowszechnianie elementarzy do nauki języka albańskiego. W 1899 wziął udział w zgromadzeniu działaczy narodowych w Dibrze. W 1904 rozpoczął studia z zakresu teologii muzułmańskiej w Stambule. W 1907 mieszkał w Manastirze, gdzie podjął współpracę z albańskimi działaczami narodowymi. W grudniu 1908 należał do grona założycieli albańskiego klubu narodowego "Bashkimi" (Zjednoczenie) w Dibrze. W tym samym roku objął stanowisko przewodniczącego rady administracyjnej klubu. Z jego inicjatywy powstawały szkoły albańskojęzyczne w Dibrze, był także jednym z organizatorów albańskiego kongresu narodowego w lipcu 1909. W czerwcu 1910 na polecenie osmańskiego komendanta Dibry Turguta Paszy zlikwidowano klub "Bashkimi", a jego dokumentacja została zniszczona lub skonfiskowana.
W czerwcu 1912 wziął udział w powstaniu, które doprowadziło do wyzwolenia Dibry spod panowania osmańskiego. Wybrany delegatem na kongres albańskich działaczy narodowych we Wlorze nie dotarł na miejsce, aresztowany przez władze serbskie. Uwolniony po kilku miesiącach zaangażował się w tworzenie administracji lokalnej w Dibrze, podległej rządowi Ismaila Qemala. W latach 1913–1917 pracował jako kadi w Dibrze.
W latach 1920–1938 był imamem w Dibrze, w latach 1938-1941 przewodniczył radzie ulemów muzułmańskich, z siedzibą w Skopju. W kwietniu 1941 był jednym z twórców organizacji Komiteti Shqiptar (Komitet Albański), powstałej w Dibrze i działającej na rzecz zjednoczenia ziem albańskich. W czasie włoskiej okupacji Albanii przeniósł się do Tirany i w 1942 stanął na czele Wspólnoty Muzułmańskiej Albanii. W 1943 był deputowanym do proniemieckiego Zgromadzenia Narodowego (Kuvendi Kombetar).
W styczniu 1945 został aresztowany w tirańskiej medresie przez funkcjonariuszy Departamentu Obrony Ludu. Stanął przed sądem, oskarżony o współpracę z Balli Kombëtar i sabotowanie działań władz komunistycznych. W czasie procesu bronił się sam, bez adwokata. Skazany na karę dożywotniego więzienia, którą zamieniono mu z czasem na 25 lat więzienia. Wyszedł na wolność w 1952, zmarł cztery lata później.